# Ranunculus
Ranunculus (L., 1753) è un genere di piante erbacee appartenente alla famiglia delle Ranunculaceae, che comprende oltre 1600 specie (il numero è variabile secondo le varie classificazioni) originarie delle zone temperate e fredde del globo.
I ranùncoli sono fiori semplici ma eleganti provenienti dall'Asia. La conoscenza di queste piante è molto antica. I turchi chiamavano queste piante “fiori doppi di Tripoli”; mentre lo scrittore e filosofo romano Apuleio (125 – 170) le nominava come “erba scellerata” a causa della loro tossicità; i greci, più anticamente, avevano invece trovato il nome di “batrachion” (vedi paragrafo seguente). Così con queste informazioni il botanico italiano Paolo Bartolomeo Clarici (1664 – 1725) introduce la descrizione del ranuncolo in un suo scritto.

## Etimologia
Il nome generico (Ranunculus), passando per il latino, deriva dal greco batrachion, e significa piccola rana (è Plinio scrittore e naturalista latino, che c'informa di questa etimologia) in quanto molte specie di questo genere prediligono le zone umide, ombrose e paludose, habitat naturale degli anfibi. 

La denominazione scientifica attualmente accettata è stata proposta da Carl von Linné (1707–1778), biologo e scrittore svedese, considerato il padre della moderna classificazione scientifica degli organismi viventi, nella pubblicazione Species Plantarum del 1753.

## Descrizione

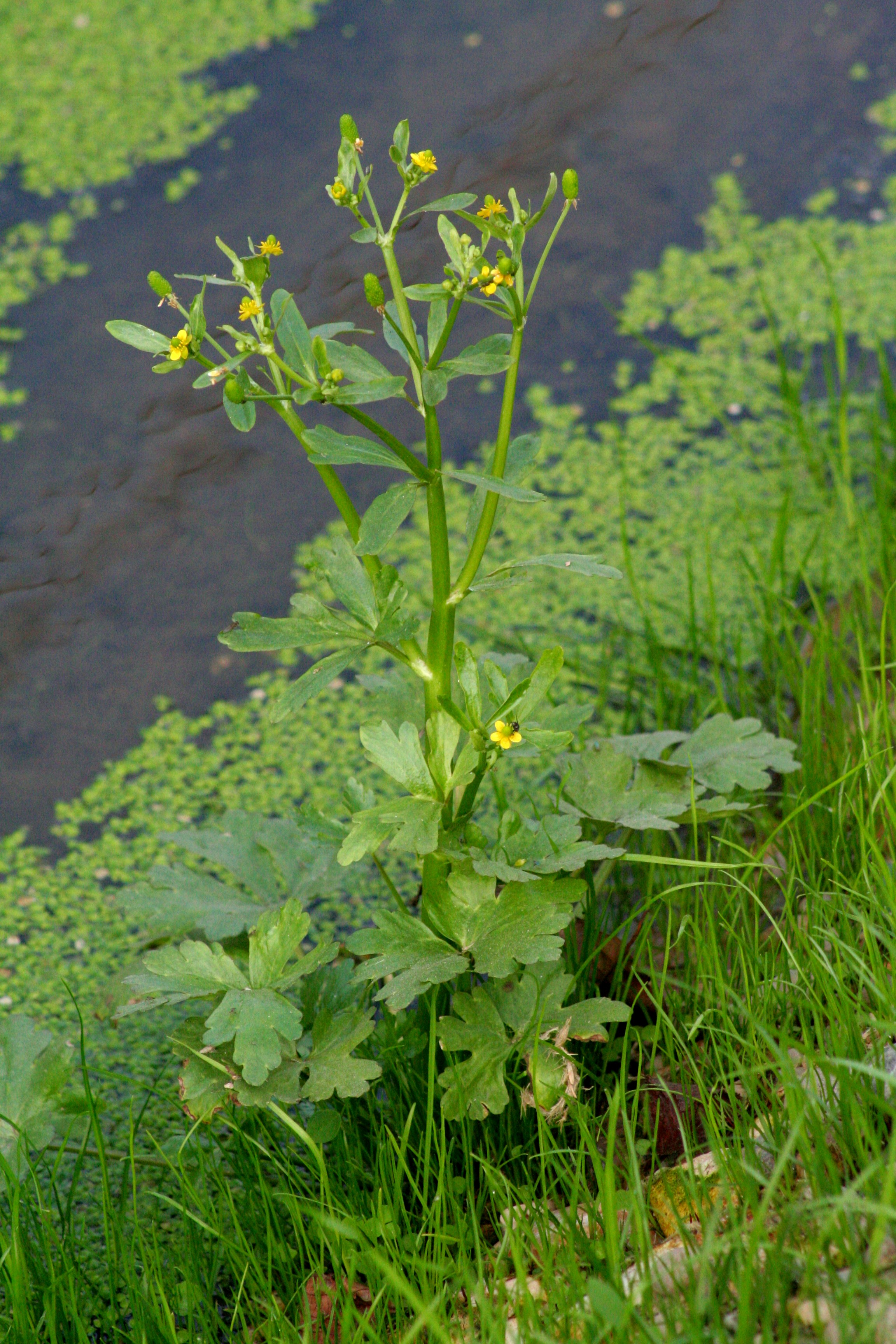
Il portamento (R. sceleratus)

I dati morfologici si riferiscono soprattutto alle specie europee e in particolare a quelle spontanee italiane.
 
Sono piante erbacee soprattutto terrestri con preferenza dei terreni palustri lievemente acidi, ma esistono anche specie acquatiche (anfibie). Il ciclo biologico è perenne (ma anche annuale). Possono raggiungere un metro di altezza. I tipi biologici prevalenti sono emicriptofite scaposae (H scap) per le perenni e terofite scapose (T scap) per le annuali, mentre quelle acquatiche sono in prevalenza idrofite radicanti (I rad). Tutte le piante sono prive di cellule oleifere.

### Radici

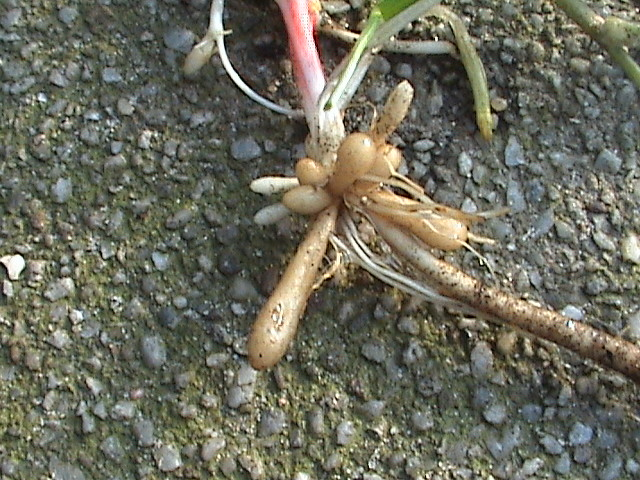
Radici tuberose (R. ficaria)

Normalmente le radici sono secondarie da rizoma di tipo fascicolato. In alcune specie (Ranunculus bulbosus) le parti corticali (= corteccia primaria) della radice possono trasformarsi in parenchimi di riserva (contenenti granuli amilacei). In altre (Ranunculus ficaria) sono presenti dei tuberi radicali.

### Fusto
Il fusto ha un portamento eretto o strisciante. Può essere più o meno foglioso e ramoso. Nelle specie acquatiche è sommerso e di tipo flaccido senza tessuti di sostegno.

### Foglie

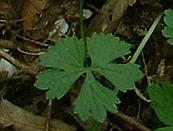
Le foglie (R. auricomus)

Le foglie si dividono in basali o cauline. La lamina può essere intera o anche profondamente incisa in 3 o più lobi (di tipo palmatosetta) a sua volta ulteriormente suddivisi. I segmenti terminali possono essere lobati, lanceolati fino a strette lacinie. Quelle cauline sono disposte lungo il fusto in modo alterno, sono più ridotte e generalmente a forma di lacinie specialmente vicino all'infiorescenza. Nelle specie acquatiche le foglie sommerse sono divise in lacinie capillari, mentre le foglie emerse sono sviluppate normalmente.

### Infiorescenza

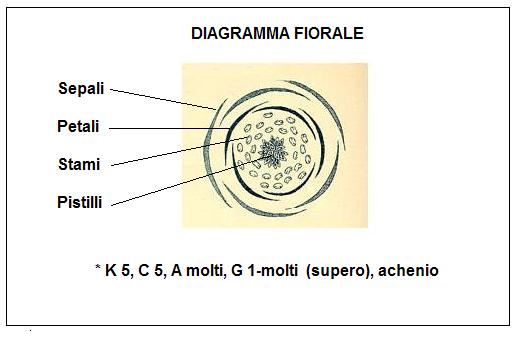
Diagramma fiorale (R. repens)

L'infiorescenza si compone di fiori peduncolati (raramente sessili) solitari di tipo monocasio. Il numero dei fiori varia da uno a 50. I vari peduncoli fiorali sono posizionati all'ascella delle foglie superiori.

### Fiore

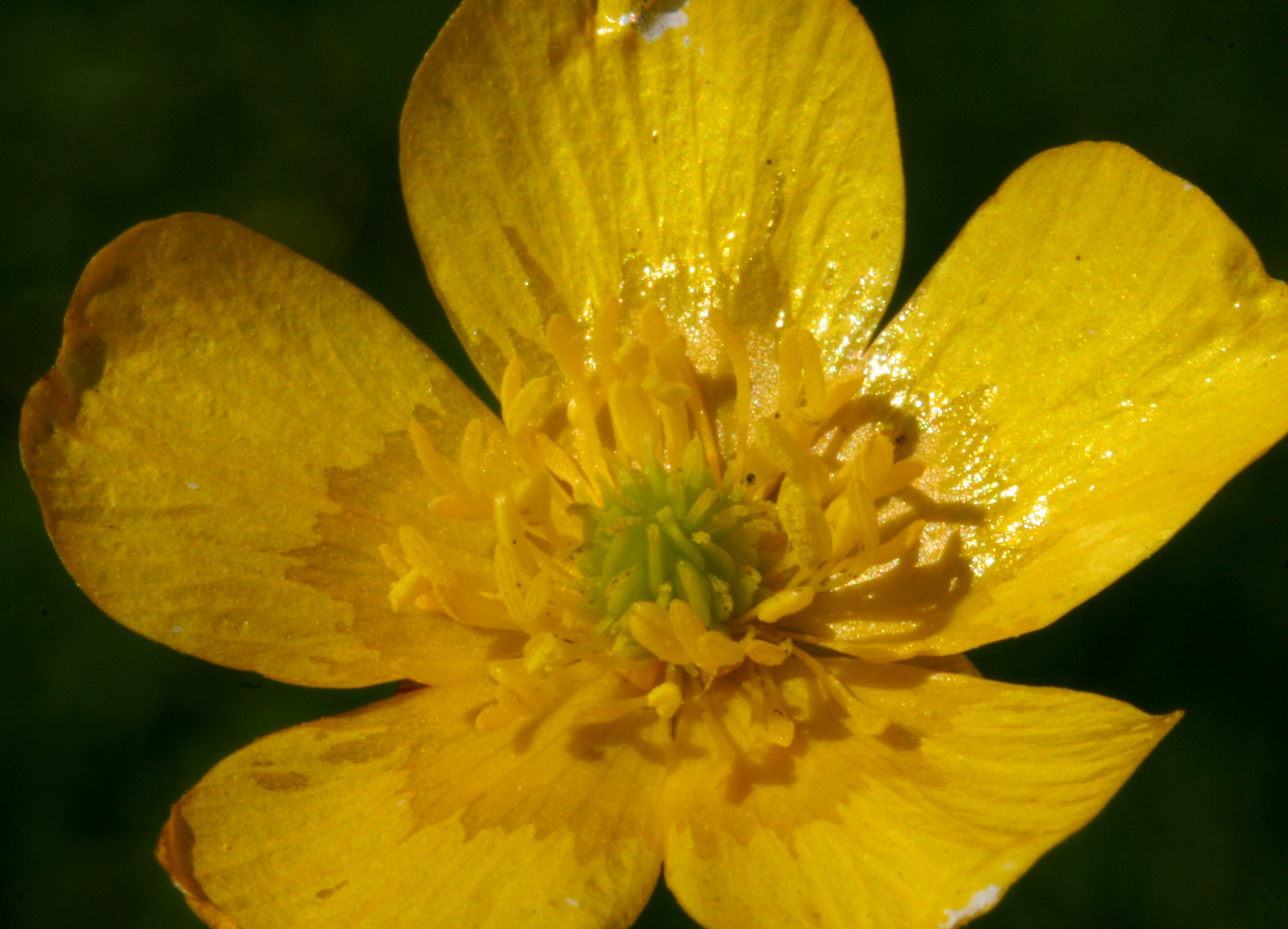
Il fiore (R. acris)

I fiori sono ermafroditi, emiciclici e attinomorfi. I fiori sono di tipo molto arcaico anche se il perianzio (o più esattamente il perigonio) di questo fiore è derivato dal perianzio di tipo diploclamidato (tipico dei fiori più evoluti), formato cioè da due verticilli ben distinti e specifici: sepali e petali. Il diametro dei fiori varia (nelle specie europee) da 5 a 35 mm.
- Formula fiorale: per queste piante viene indicata la seguente formula fiorale:

- K 5, C 5, A molti, G 1-molti  (supero), achenio

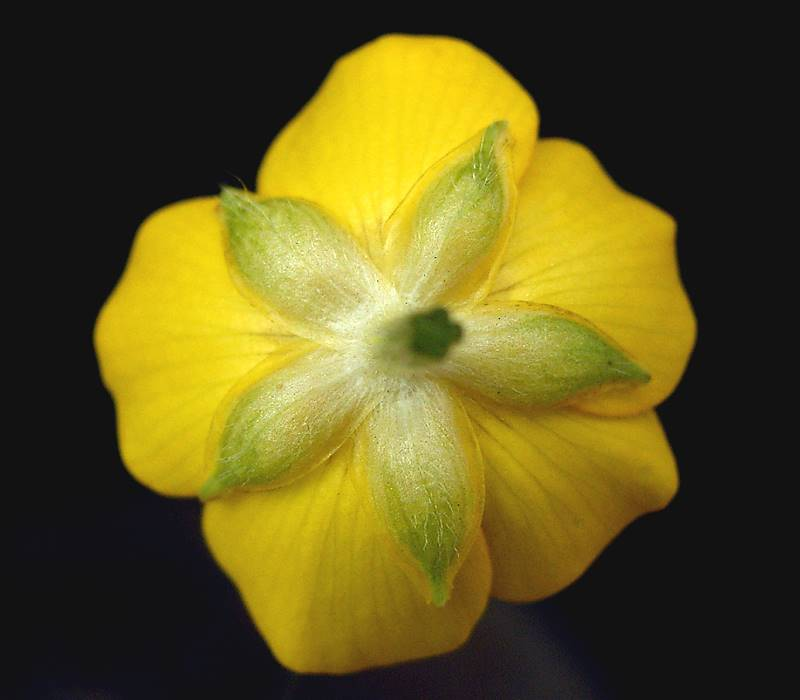
Il calice (R. acris)

- Calice: il calice è formato da 5 sepali (alcune specie ne hanno solo tre) di colore verde-giallastro o bruno a disposizione embricata e alternata rispetto ai petali. La forma in genere è da ovata a lanceolata. In realtà i sepali sono dei tepali sepaloidi[7]. In alcune specie i sepali sono persistenti alla fruttificazione. La dimensione de sepali varia da 1 a 15 mm.
- Corolla: la corolla è composta quasi sempre da 5 petali (il numero dei petali comunque può variare da 3 fino a circa 15-20) di colore giallo o bianco (o altri colori per le specie extraeuropee); la forma è obovata o obcuneata; all'apice possono essere debolmente retusi; alla base dal lato interno è presente una fossetta nettarifera (= petali nettariferi di derivazione staminale). In effetti anche i petali della corolla non sono dei veri e propri petali: potrebbero essere definiti come elementi del perianzio a funzione vessillifera[8]. La dimensione de petali varia da 1 a 26 mm.
- Androceo: gli stami, inseriti a spirale nella parte bassa sotto l'ovario, sono in numero indefinito (fino a 100 e più) e comunque più brevi dei sepali e dei petali; la parte apicale del filamento è lievemente dilatata sulla quale sono sistemate le antere bi-logge, normalmente gialle, a deiscenza laterale. Al momento dell'apertura del fiore le antere sono ripiegate verso l'interno, ma subito dopo, tramite una torsione, le antere si proiettano verso l'esterno per scaricare così il polline lontano dal proprio gineceo evitando così l'autoimpollinazione. Il polline è tricolpato (caratteristica tipica delle Dicotiledoni).
- Gineceo: l'ovario è formato da diversi carpelli (in alcune specie oltre 200) liberi uniovulari di colore verde; sono inseriti a spirale sul ricettacolo; gli ovuli sono eretti e ascendenti e comunque in ogni ovaio è presente un solo ovulo. I pistilli sono apocarpici (derivati appunto dai carpelli liberi); sono disposti all'apice dei carpelli e sono colorati in genere di giallo tenue. Il ricettacolo può essere sia glabro che pubescente.

### Frutti

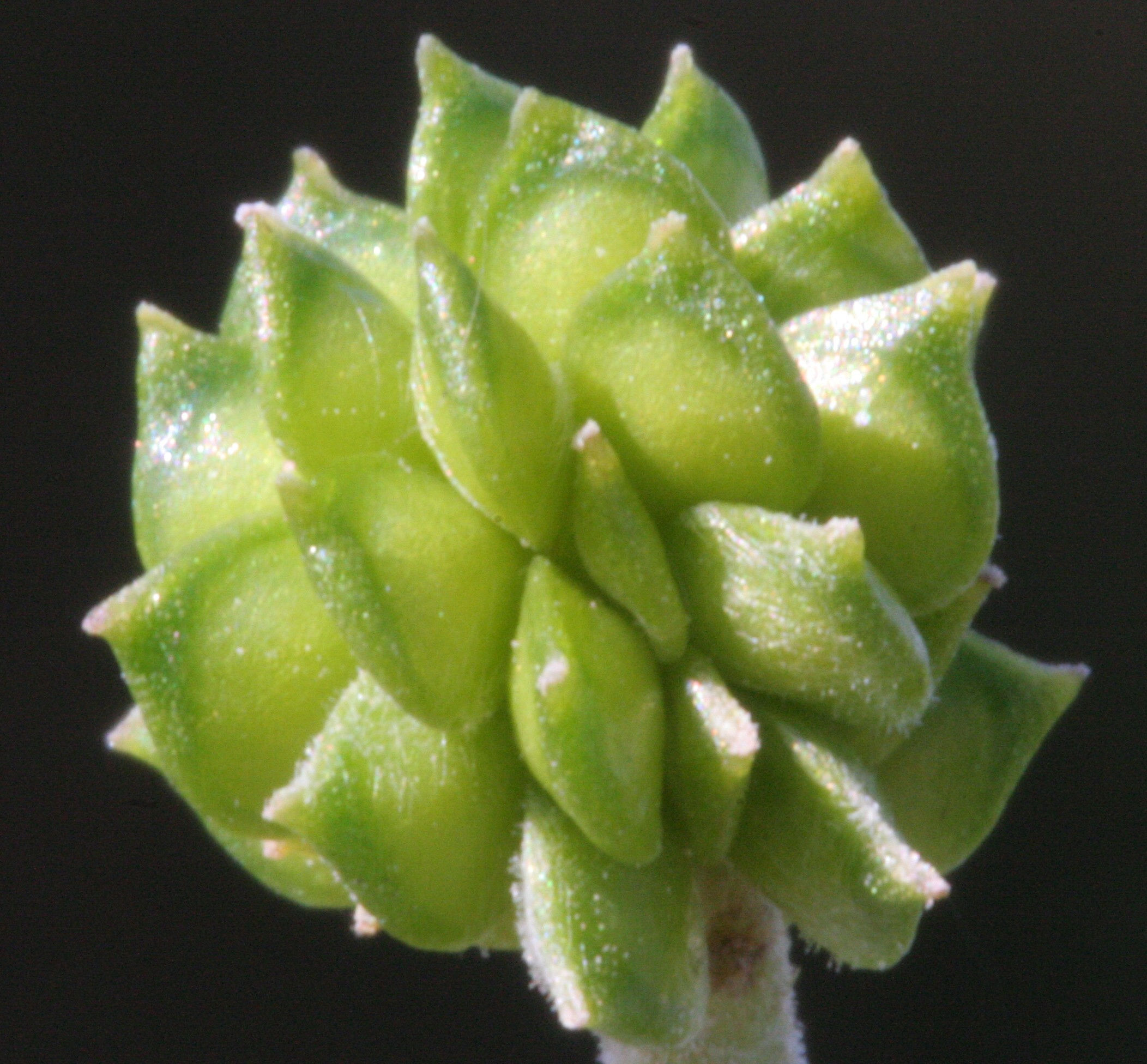
Il frutto (R. acris)

I frutti sono degli aggregati di acheni e formano una struttura a spiga ovata o emisferica posta all'apice del peduncolo fiorale. Ogni singolo achenio, il quale contiene un solo seme, ha una forma ovata o subsferica, appiattita, compressa ai lati e con un rostro o breve becco apicale più o meno ricurvo. La superficie può essere liscia o rugosa oppure striata da solchi, glabra o pubescente fino a spinosa. In quest'ultimo caso viene favorita la dispersione zoocora dei semi. La massima dimensione degli acheni è 4,5 mm.

## Riproduzione
La riproduzione dei ranuncoli avviene per via sessuata grazie all'impollinazione degli insetti pronubi (soprattutto api) in quanto sono piante provviste di nettare (impollinazione entomogama). Sono possibili altri tipi di riproduzione; ad esempio alcune specie sono caratterizzate da alcune particolarità anatomiche e morfologiche come la possibilità di far germogliare le gemme ascellari.

## Distribuzione e habitat
Le specie di questo genere hanno una distribuzione mondiale e comunque zone a clima temperato; quindi, oltre al Mediterraneo e l'Europa, l'Asia centrale a nord delle grandi catene montuose, nella regione del Capo del Sudafrica, California, Florida e Cile centrale. L'habitat è il più vario: prati, zone paludose, ambienti rocciosi, aree incolte e altro ancora.

## Tassonomia
Il genere Ranunculus è un gruppo molto numeroso di piante comprendente oltre 1600 specie originarie delle zone temperate e fredde del globo, delle quali quasi un centinaio appartengono alla flora spontanea italiana. La famiglia delle Ranunculaceae invece comprende oltre 2500 specie distribuite su 58 generi. 

Molte specie sono endemiche, altre frammentate in gruppi non sempre bene circoscritti (in tutto il mondo sono stati determinati oltre 25 gruppi di ranuncoli). Nella flora spontanea italiana sono definiti i seguenti gruppi: 
- Gruppo R. ficaria
- Gruppo R. auricomus
- Gruppo R. montanus
- Gruppo R. mellefoliatus
- Gruppo R. ophioglossifolius
- Gruppo R. nemorosus

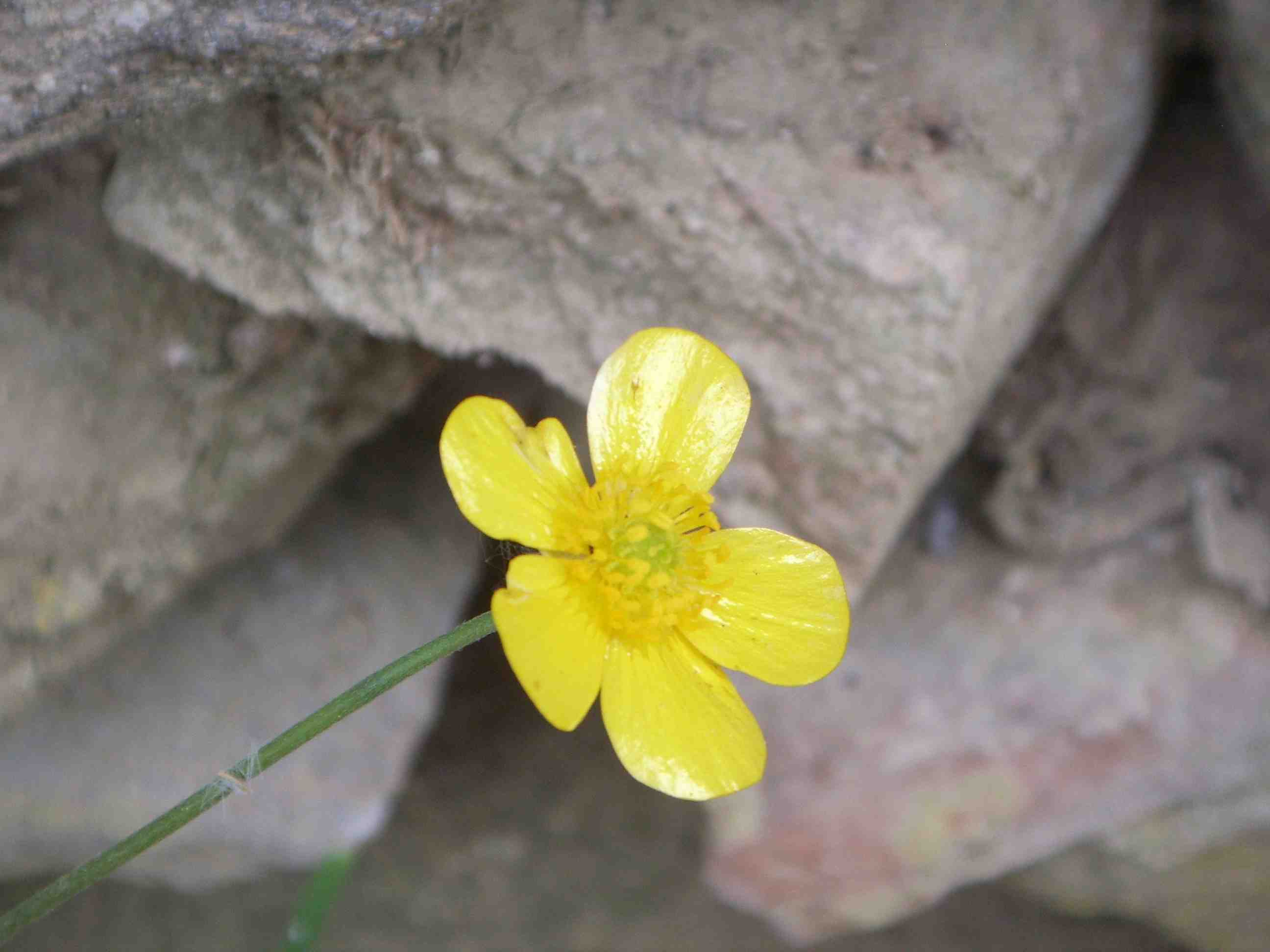
Fiore e stelo

La divisione del genere in due sottogeneri (quello terrestre e quello acquatico) non trova concordi tutti i botanici, alcuni dei quali preferiscono scindere il gruppo in due generi distinti. Anche la posizione della specie Ranunculus ficaria, all'interno del genere, è controversa probabilmente per le sue particolari caratteristiche riproduttive e anatomiche (la presenza di bulbilli all'ascella delle foglie, o la presenza di un solo cotiledone invece dei due delle dicotiledoni). Un'altra specie “ai margini del genere” è Ranunculus falcatus L. che ultimamente è stata inserita nel genere Ranunculus, mentre in Pignatti appartiene ad un altro genere: Ceratocephalus. La comprensione generale di questo genere è ostacolata anche dal fatto che tutti gli studi più recenti sono basati su flore locali e quindi le classificazioni proposte per una regione difficilmente possono essere utilizzate per altre zone poste anche in continenti diversi.

Le specie spontanee del genere Ranunculus della nostra flora sono suddivise in tre sezioni (suddivisione storica a carattere pratico in uso presso gli orticoltori organizzata in base al colore della corolla): 
- Xanthoranunculus: i fiori sono gialli (raramente rossi);
- Batrachium (DC.) A.Gray: i fiori sono bianchi; le piante in maggioranza sono sommerse; i peduncoli fruttiferi sono arcuati con acheni rugosi;
- Leucoranunculus Boiss: i fiori sono bianchi; sono piante terrestri con peduncoli fruttiferi diritti e acheni non rugosi.

Un'altra suddivisione, che prende in considerazione caratteristiche morfologiche ed anatomiche più consistenti, è quella che divide il genere in due sottogeneri (o subgeneri):
- subgenere Ranunculus, caratterizzato da piante con fusti eretti (e quindi forniti di tessuti di sostegno), peduncoli dell'infiorescenza eretti alla fruttificazione, lamina fogliare ben sviluppata e petali gialli o bianchi
- subgenere Batrachium: comprende soprattutto le specie acquatiche con fusti molli.

Oltre alle sezioni sopraindicate elenchiamo altre sottodivisioni del genere relative alle specie europee:
- Sect. Acetosellifolii Tutin
- Sect. Coptidium (Prantl) Tutin
- Sect. Crymodes (A.Gray) Tutin: il colore dei petali è rosso o bianco (quando immaturi); gli acheni sono alati.
- Sect. Echinella DC: i fiori sono piccoli; gli acheni sono papillosi o spinosi.
- Sect. Halodes (A.Gray) L.D.Benson: le piante sono stolonifere; i fiori hanno 5 petali; il becco dell'achenio è breve (0,1 – 0,2 mm).
- Sect. Hecatonia (Lour.) DC. : il fiori sono gialli; gli acheni sono lisci.
- Sect. Insulares Tutin
- Sect. Micranthus (Ovcz.) A.Nyár.
- Sect. Pallasiantha (L.D.Benson) Tutin
- Sect. Physophyllum Freyn
- Sect. Ranuncella (Spach) Freyn
- Sect. Ranunculastrum DC.

Qui di seguito viene proposta una possibile classificazione scientifica di questo genere:

Famiglia: Ranunculaceae, definita dal botanico francese Antoine-Laurent de Jussieu (1748 – 1836) nella pubblicazione ”Genera Plantarum, secundum ordines naturales disposita juxta methodum in Horto Regio Parisiensi exaratam“ del 1789.
Sottofamiglia: Ranunculoideae, definita dal botanico scozzese George Arnott Walker-Arnott (1799 – 1868) in una pubblicazione del 1832.
Tribù: Ranunculeae, definita dal botanico e micologo svizzero Augustin Pyrame de Candolle (1778 – 1841) in una pubblicazione del 1817.
Genere:  Ranunculus L.

### Filogenesi

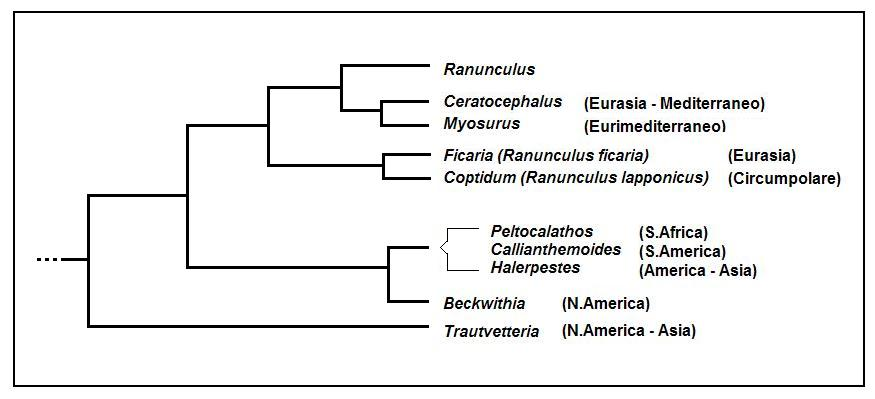
Cladogramma A: relazioni filogenetiche fra i generi affini di Ranunculus

Nella famiglia delle Ranunculaceae il genere di questa voce insieme ai generi Clematis, Trautvetteria (genere di piante dell'Asia e America del Nord) e Anemone formano probabilmente un clade ben definito basato su alcune sinapomorfie quali la particolare morfologia dell'achenio, la presenza del glucoside “ranunculina” e naturalmente sull'analisi di alcune sequenze del DNA di queste piante. All'interno di questo clade altri generi affini come Ceratocephalus Pers. e Myosurus L. si sono rivelati come “clade-sorella” del genere Ranunculus (ma sempre generi distinti), mentre da quest'ultimo andrebbe escluso il gruppo Ficaria (come pure il gruppo Coptidum). Generi come Peltocalathos, Callianthemoides, Halerpestes e Beckwithia occupano posizioni intermedie. 
Il cladogramma “A” (tratto dallo studio sopracitato e semplificato) dimostra chiaramente la relazione tra i vari generi affini ai ranuncoli, ma anche la posizione “esterna” del controverso gruppo Ficaria.

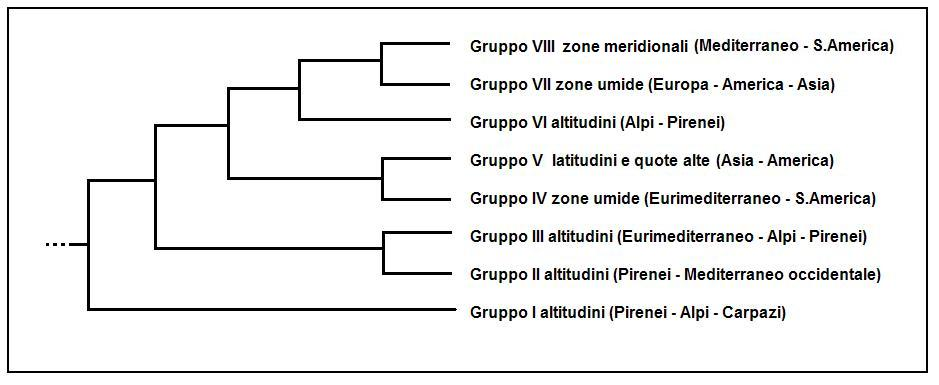
Cladogramma B: relazioni filogenetiche fra i vari gruppi del Ranunculus

Dalla ricerca citata precedentemente si sono evidenziati 8 gruppi (o cladi) di ranuncoli ben definiti relativi a precise zone ecologiche (zone umide, ad elevata altitudine e/o latitudine, regioni marittime, ecc.). Risulta inoltre che i gruppi alpini si sono probabilmente sviluppati da antenati abitatrici delle relative pianure sottostanti. La separazione del genere Ranunculus dagli altri generi affini è avvenuta durante il periodo Eocene – Oligocene (più probabilmente 24 milioni di anni fa). Quindi l'inizio della speciazione all'interno del genere si è avuta nel Miocene, mentre nell'area del Mediterraneo si è avuta tra il Pliocene e il Pleistocene, ossia dopo (o al massimo durante) l'istituzione del clima mediterraneo. Mentre i vari periodi di clima più freddo hanno favorito la diversificazione dei gruppi alpini. È quindi evidente che la grande varietà di ranuncoli europei è dovuta alla vasta gamma di differenti habitat della regione mediterranea (sono circa 160 le specie di ranuncoli della zona mediterranea delle quali 78 sono endemiche).
Il cladogramma “B” riassume la filogenesi dei vari gruppi di ranuncoli (le indicazioni sull'habitat e sulla distribuzione alla destra dei gruppi è approssimativamente indicativa e semplificata).

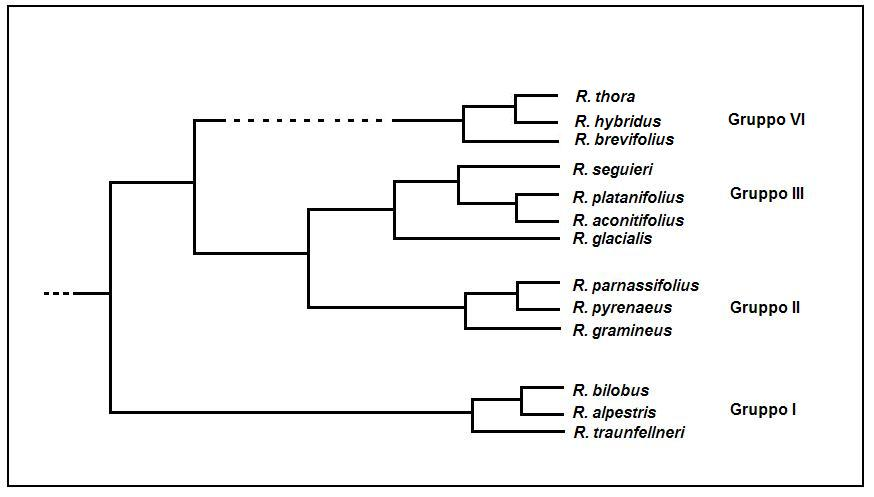
Cladogramma C: dettaglio dei gruppi I, II, III e VI

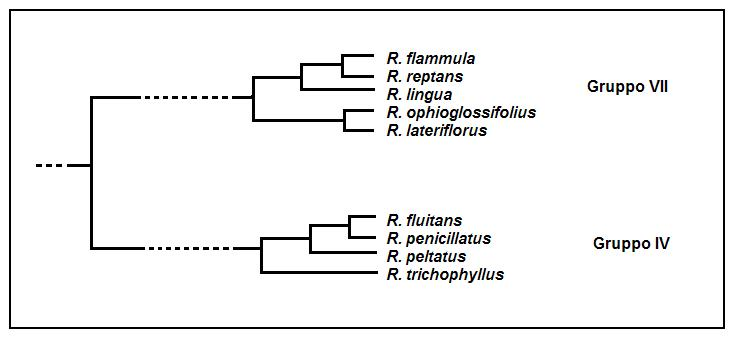
Cladogramma D: dettaglio dei gruppi IV e VII

- Gruppo dei ranuncoli delle altitudini (gruppi I, II, III e VI)[21]

Questi sono stati i primi ranuncoli a diversificarsi (probabilmente all'inizio del Miocene) quando l'orogenesi alpina terziaria si era già formata da tempo e quindi i vari habitat incominciavano a stabilizzarsi. Una caratteristica morfologica di questi gruppi è la semplice forma a cresta del nettario dei petali. La vicinanza tra i gruppo II e III probabilmente è dovuta a frequenti fenomeni di ibridazione. In particolare il gruppo II è caratterizzato da fiori bianchi e da una distribuzione centrata nel Mediterraneo sud occidentale; mentre il gruppo III è più eterogeneo probabilmente a causa della sua distribuzione gravitante sull'Europa centrale (e quindi da un lato a nord specie vicine alla penisola scandinava, mentre dall'altro a sud specie del Mediterraneo settentrionale). Il cladogramma “C” (semplificato) visualizza i gruppi I, II, III e VI; sono evidenziate solamente le specie esaminate, e tra queste solamente quelle italiane.
- Gruppo dei ranuncoli delle zone umide (gruppi IV e VII)[21]

Il gruppo IV comprende i ranuncoli acquatici ed è un clade monofiletico anche se sono inclusi ranuncoli di tutti i continenti. Anche il gruppo VII è un clade “ben supportato” di piante striscianti degli ambienti umidi. Questi due cladi pur rappresentando piante dalla forma biologica simile non sono monofiletici tra di loro, probabilmente si sono evoluti in parallelo con adattamenti simili agli habitat umidi o acquatici. Il cladogramma “D” (semplificato) visualizza i gruppi IV e VII; sono evidenziate solamente le specie esaminate, e tra queste solamente quelle italiane.
- Gruppo dei ranuncoli a latitudini e quote alte (gruppo V)[21]

Questo gruppo si riferisce soprattutto ad una distribuzione del Nord Europa, Asia centrale (a nord dell'Himalaya), America del Nord. Delle specie italiane fanno parte il R. pygmaeus e probabilmente il gruppo apomittico Gruppo di R. auricomus rappresentato in questa ricerca dal R. cassubicifolius.

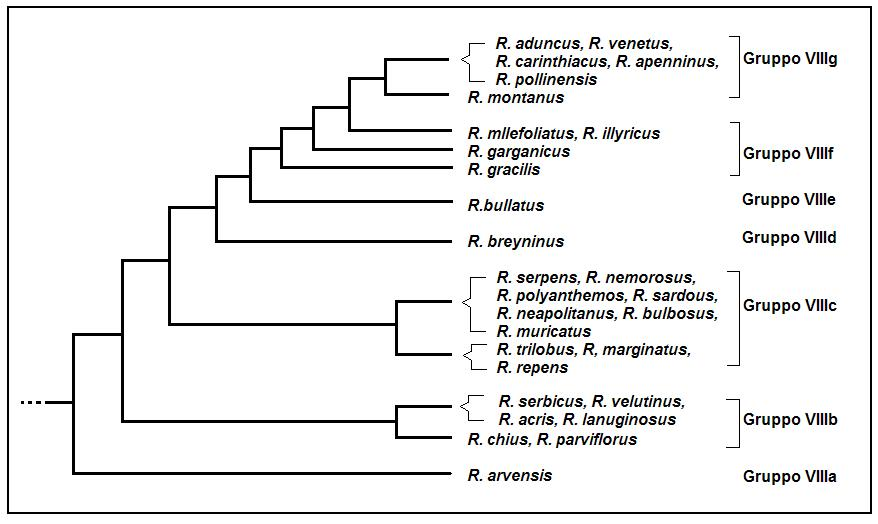
Cladogramma E: dettaglio del gruppo VIII

- Gruppo dei ranuncoli a distribuzione meridionale (gruppo VIII)[21]

Quest'ultimo gruppo, il più numeroso, è a sua volta suddiviso in 7 ulteriori sottogruppi o cladi (VIIIa - g).
I primi due sottogruppi (clade VIIIa e clade VIIIb) hanno una distribuzione prevalentemente mediterranea con propaggini verso est.
Nel sottogruppo VIIIc è presente la specie R. nemorosus con parte del suo gruppo (Gruppo di R. nemorosus). La distribuzione di questo gruppo è più cosmopolita (Europa, Africa e America).
Al clade VIIId appartiene la specie R. breyninus (non presente in Italia) con rizoma allungato e radici filiformi.
Il quinto sottogruppo (clade VIIIe) è relativo al Mediterraneo occidentale e le specie sono caratterizzate dall'avere rizomi corti e radici parzialmente tuberose.
Anche il clade successivo (sottogruppo VIIIf) è caratterizzato da rizomi corti e radici parzialmente tuberose. Qui troviamo il Gruppo di R. millefoliatus. La distribuzione di questo clade è Est-Mediterranea.
L'ultimo clade (VIIIg), caratterizzato da specie con rizoma allungato e radici filiformi, raccoglie tra le altre specie il gruppo Gruppo di R. montanus che in questa ricerca appare monofiletico; vengono confermate così le precedenti classificazioni basate sui caratteri morfologici di questo importante gruppo dei ranuncoli. Dal cladogramma si evidenzia anche come il R. montanus sia il progenitore del gruppo. La distribuzione di questo clade è soprattutto orofita-mediterranea.
Il cladogramma “E” (semplificato) visualizza tutto il gruppo VIII; sono evidenziate solamente le specie esaminate, e tra queste solamente quelle italiane.

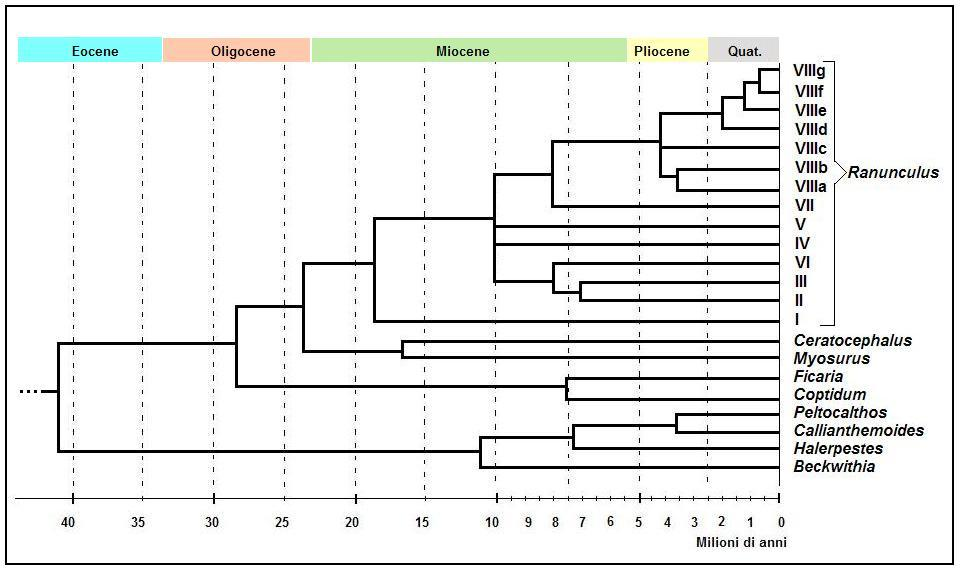
Cronogramma F: evoluzione temporale dei ranuncoli

Come si è detto in precedenza il “grosso” della speciazione di questo gruppo è iniziata nel Miocene, il cladogramma (o meglio il cronogramma) “F” sempre tratto dallo studio citato cerca di dare una collocazione temporale alla formazione dei vari cladi dei ranuncoli. La scala temporale negli ultimi 10 milioni di anni è stata dilatata per migliorare la definizione.

### Variabilità
Il genere è molto esteso e spesso le differenze tra specie e specie è minima. In particolare le specie acquatiche presentano una grande plasticità fenotipica soprattutto in relazione all'ambiente di crescita (livello dell'acqua, velocità di flusso, periodi di inondazione contrapposti a periodi di relativa siccità, ecc.). Questa variabilità è sia intra-individuale che inter-individuale. Ad esempio il Ranunculus aquatilis presenta delle foglie laciniate e capillari nella zona sommersa, mentre in superficie le foglie hanno una lamina più estesa e quindi adatta a fotoperiodi più lunghi. Questa distribuzione tra i due tipi di foglie è diversa oltre che nello stesso individuo anche tra individui diversi a seconda della porzione sommersa rispetto a quella emersa del caule.

### Alcune specie
Delle circa 80 specie spontanee in Italia citeremo:
- Ranunculus ficaria L. 1753 noto col nome volgare di favagello, erba fava o erba da emorroidi, tipico delle zone fresche e umide dei prati ai margini dei boschi, o delle rive dei ruscelli, con fioritura da gennaio a maggio, ha radici tozze, carnose simili a tuberi; il fusto è esile e decorre per un buon tratto aderente al terreno, ergendosi solo con la parte terminale, alto da pochi centimetri fino a 30 cm, portante un solo fiore; le foglie lungamente picciolate, cuoriformi e di dimensioni ridotte, hanno il margine ondulato, sono carnose, lisce e lucide, quelle basali sono di dimensioni maggiori, e portano all'ascella dei corpuscoli globosi denominati bulbilli; il fiore ha una corolla dialipetala, con 8-12 petali oblungo-lanceolati di colore giallo-dorato brillante, alla base di ogni petalo si trova una squama nettarifera di colore giallo-dorato, per attirare gli insetti pronubi; i sepali sono foglioline verdi a forma di linguetta acuminata in numero di 3-5; gli stami numerosissimi sono disposti a corona intorno gineceo apocarpico, costituito da più ovari; il frutto ispido e di colore verdognolo contiene numerosi acheni.
- Ranunculus acris L. 1753 (sin.= R. acer) (botton d'oro o ranuncolo dei prati), comune nelle vicinanze delle siepi e nei prati, fiorisce da aprile a settembre; è caratterizzato dall'assenza di radici tuberiformi; ha il fusto alto fino a 80 cm, che porta alla base foglie pentagonali con il margine profondamente inciso; le foglie apicali di dimensioni ridotte sono macchiettate di porpora-scuro; il fiore presenta un calice costituito da sepali verdastri e una corolla di 5 petali di colore giallo-dorato lucente, di forma cuoriforme, con alla base una fossetta nettarifera; gli stami e i pistilli ricordano quelli del R. ficaria; i frutti sono acheni appiattiti, compressi e rostrati.
- Ranunculus alpestris L. 1753 (ranuncolo alpestre) pianta perenne, comune nei pascoli sassosi e sui terreni calcarei; foglie radicali hanno 3-7 segmenti inciso-crenati o profondamente divisi in lacinie lanceolate; le fogli del caule sono lineari o cuneo-formi e trifide; ha fiori con petali candidi e i sepali sono glabri.
- Ranunculus glacialis L. 1753 (ranuncolo dei ghiacciai) specie perenne delle Alpi cresce fino a 3.000 m di altezza, sui ghiaioni e le morene; ha il fusto alto 10–25 cm, con foglie succose, ternate, a segmenti tondeggianti, lobati, con i lobi divisi in lacinie lanceolate e disposte a ventaglio; ha dei piccoli fiorellini con 5 petali di colore bianco-rosato o più raramente purpureo, con i sepali del calice ricoperti di peluria di colore rosso-ruggine.
- Ranunculus flammula (ranuncolo delle passere) tipico dei luoghi umidi, facilmente riconoscibile per le foglie intere e per i fiori di un giallo pallido, non dorato. Eretto o strisciante (8–80 cm), ha un fusto cavo, generalmente glabro; foglie inferiori rotonde e picciolate; foglie superiori sessili più piccole con nervature parallele.
- Ranunculus trichophyllus (ranuncolo d'acqua) cresce in stagni e fiumi a lento corso, non ha foglie galleggianti ma sommerse e filiformi lunghe (2–4 cm); produce piccoli fiori solitari bianchi.

Tra le specie coltivate ricordiamo:
- Ranunculus asiaticus L. (ranuncolo asiatico) perenne, originario della Grecia, Turchia e Iran, alto 30–45 cm, ha dato origine a numerosi ibridi e varietà, tra cui citiamo il R. asiaticus var. africanus noto col nome di ranuncolo turco, il R. asiaticus var. superbissimus noto volgarmente come ranuncolo di Francia e il R. asiaticus var. vulgaris conosciuto come ranuncolo di Persia; hanno radici tuberose, foglie radicali, ternate e ampiamente frastagliate, con un lungo picciolo; stelo semplice o poco ramificato, con fiori solitari, semplici o doppi, di colore variabile nelle varie tonalità di bianco, giallo e rosso, con cultivar dai fiori colorati anche di rosa e verde.
- Ranunculus calandrinioides spontaneo in Marocco, pianta perenne con fiori colorati di bianco e rosa, e fioriture primaverili.

### Sinonimi
Questa entità ha avuto nel tempo diverse nomenclature. L'elenco che segue indica alcuni tra i sinonimi più frequenti:
- Coptidium Beurl.
- Krapfia DC.
- Rhopalopodium Ulbr.

## Usi
Gli utilizzi principali delle piante di questo genere sono:
- come pianta ornamentale per decorare giardini o in vaso sui terrazzi; industrialmente viene coltivato per la produzione del fiore reciso;
- come pianta foraggera, ma viene utilizzata solo dopo l'essiccamento; in effetti i ranuncoli spesso tendono a prevalere nei campi come piante infestanti in quanto rifiutate dagli animali;
- nella medicina popolare alcune specie vengono utilizzate come piante medicinali.

### Farmacia
Queste piante contengono l'anemonina; una sostanza particolarmente tossica per animali e uomini. Infatti gli erbivori brucano le foglie di queste piante con molta difficoltà e solamente dopo una buona essiccazione (erba affienata) che fa evaporare le sostanze più pericolose. Anche le api evitano di bottinare il nettare dei “ranuncoli”. Sulla pelle umana queste piante possono creare delle vesciche (dermatite); mentre sulla bocca possono provocare intenso dolore e bruciore alle mucose. In particolare la specie R. ficaria contiene acido ficarico, saponine e tannini con proprietà molto pronunciate e responsabili di seri inconvenienti. Il suo uso pratico in erboristeria è sconsigliato.

In particolare (sempre secondo la medicina popolare) per queste piante si danno le seguenti indicazioni:
- le foglie di R. acris, R. bulbosus (ranuncolo bulboso o ranuncolo selvatico) e R. repens (ranuncolo dei fossi), pestate e ridotte in poltiglia si applicano per uso esterno come rubefacenti (richiama il sangue in superficie, alleggerendo la pressione interna), vescicatorie e revulsive (decongestionamento di un organo interno attraverso delle applicazioni sulla pelle) o per la sciatica;
- analogamente una pomata o della polvere di bulbi secchi e pestati di R. bulbosus, per uso topico, ha proprietà antisettiche e revulsive, per le nevralgie e per alcune dermatosi;
- i tuberi radicali di R. ficaria, preferibilmente freschi raccolti in febbraio-marzo, hanno proprietà astringenti toniche e curative delle emorroidi; mentre per uso esterno i bulbilli freschi di R. ficaria, ridotti in poltiglia sono vescicatori, e curativi delle ragadi.

In genere però data la tossicità di tutte le specie di ranuncoli se ne sconsiglia l'uso interno come infusi o succhi di qualsiasi tipo.

### Cucina
I bulbilli e le giovani foglie di R. ficaria, dopo opportuna lessatura, vengono consumate da alcune popolazioni come legumi. La raccolta a scopo alimentare di R. ficaria deve avvenire prima della fioritura in quanto, durante e dopo, la pianta contiene protoanemonina, di sapore aspro ed è velenosa per l'uomo.

### Giardinaggio
La coltivazione di queste piante in Italia è documentata da oltre 500 anni. Padre Agostino del Ricco c'informa che nel 1592 nei giardini fiorentini ”si coltivano Ranuncholi di più sorti”. Infatti oltre all'interesse farmaceutico queste piante sono usate nel giardinaggio in quanto rustiche e facili da mantenere. Prediligono posizioni di medio sole con terreno soffice e abbastanza umido. Le specie annuali si moltiplicano con la semina o con la divisione dei cespi, mentre per le perenni si utilizzano i rizomi, detti volgarmente zampe, trapiantandoli in settembre-ottobre nei climi più caldi con fioritura nell'anno successivo da febbraio a giugno, e alla fine dell'inverno nelle zone con forti gelate, con fioriture da maggio in poi.

## Nella cultura di massa
- I ranuncoli rivestono un ruolo importante nella trama del videogioco Undertale